# Mahmoud Al-Samra
Mahmoud Daoud Sulaiman Al-Samra, محمود السمرة, (Tantura, 30 de abril de 1923 – 10 de noviembre de 2018) fue un docente, administrador académico, escritor y político jordano. Al-Samra ocupó el cargo de Ministro de Cultura de 1991 a 1993. Se el atribuyen más de 250 escritor entre libros, artículos, papers de investigación y otros trabajos literarios durante su carrera.
Al-Samra estudió Bellas Artes en la Universidad Rey Fuad (actual Universidad de El Cairo) en 1950 y su doctorado de filosofía en la Escuela de Estudios Orientales y Africanos de la Universidad de Londres en 1958.
Fue rector de la Facultad de Artes de la Universidad de Jordania de 1968 a 1973 y Vicepresidente de la Universidad de Jordania de 1973 a 1989.